# Biatlon op de Olympische Winterspelen 2022 - Estafette vrouwen
De 4×6 kilometer estafette voor vrouwen tijdens de Olympische Winterspelen 2022 vond plaats op 16 februari 2022 in het Zhangjiakou Biathlon Centre nabij Peking. Regerend olympisch kampioen was Wit-Rusland (Nadezjda Skardino, Iryna Krjoeko, Dzinara Alimbekava en Darja Domratsjeva).

## Tijdschema
| Datum       | Lokale tijd | MET   |
| ----------- | ----------- | ----- |
| 16 februari | 15:45       | 08:45 |

## Uitslag
| Rang   | Bib | Land                                                                                        | Tijd                                      | Straf (L+S)                              | Achterstand |
| ------ | --- | ------------------------------------------------------------------------------------------- | ----------------------------------------- | ---------------------------------------- | ----------- |
| Goud   | 3   | Zweden Linn Persson Mona Brorsson Hanna Öberg Elvira Öberg                                  | 1:11:03,9 17:24,9 17:45,9 17:58,4 17:54,7 | 0+1 0+5 0+0 0+1 0+0 0+0 0+1 0+3 0+0 0+1  | –           |
| Zilver | 2   | Russische ploeg Irina Kazakevitsj Kristina Reztsova Svetlana Mironova Oeljana Nigmatoellina | 1:11:15,9 17:41,3 17:02,5 18:38,9 17:53,2 | 0+2 1+5 0+1 0+1 0+1 0+0 0+0 1+3 0+0 0+1  | +0:12,0     |
| Brons  | 5   | Duitsland Vanessa Voigt Vanessa Hinz Franziska Preuß Denise Herrmann                        | 1:11:41,3 17:24,4 18:05,3 18:16,5 17:55,1 | 0+1 0+5 0+0 0+0 0+0 0+2 0+1 0+1          | +0:37.4     |
| 4      | 4   | Noorwegen Karoline Offigstad Knotten Tiril Eckhoff Ida Lien Marte Olsbu Røiseland           | 1:11:54,6 17:38,0 18:59,2 17:47,5 17:29,9 | 0+3 2+5 0+0 0+0 0+2 2+3 0+0 0+1 0+1 0+1  | +0:50.7     |
| 5      | 7   | Italië Lisa Vittozzi Dorothea Wierer Samuela Comola Federica Sanfilippo                     | 1:12:37,0 17:25,9 17:28,6 18:22,1 19:20,4 | 0+1 0+4 0+1 0+1 0+0 0+0 0+0 0+1 0+0 0+2  | +1:33,1     |
| 6      | 1   | Frankrijk Anaïs Bescond Anaïs Chevalier-Bouchet Justine Braisaz-Bouchet Julia Simon         | 1:13:16,9 17:36,9 18:53,4 17:55,1 18:51,5 | 1+5 1+5 0+0 0+1 1+3 0+1 0+2 0+0 0+0 1+3  | +2:13,0     |
| 7      | 9   | Oekraïne Iryna Petrenko Joelia Dzjyma Anastasiya Merkushyna Olena Bilosiuk                  | 1:14:04,1 17:46,1 19:06,1 18:09,5 19:02,4 | 1+3 0+3 0+0 0+0 1+3 0+3 0+0 0+0          | +3:00,2     |
| 8      | 8   | Tsjechië Eva Puskarčíková Markéta Davidová Jessica Jislová Lucie Charvátová                 | 1:14:06,0 18:20,2 17:40,7 18:49,8 19:15,3 | 0+1 1+7 0+0 0+2 0+0 0+1 0+1 0+1 0+0 1+3  | +3:02,1     |
| 9      | 14  | Oostenrijk Dunja Zdouc Lisa Theresa Hauser Anna Juppe Katharina Innerhofer                  | 1:15:07,6 18:13,0 18:12,3 19:51,3 18:51,0 | 2+4 1+3 0+0 0+0 0+1 0+0 2+3 0+0 0+0 1+3  | +4:03,7     |
| 10     | 16  | Canada Emma Lunder Megan Bankes Emily Dickson Sarah Beaudry                                 | 1:15:34,3 17:45,8 18:29,7 19:39,3 19:39,5 | 0+2 0+6 0+1 0+1 0+0 0+3 0+1 0+2 0+0 0+0  | +4:30,4     |
| 11     | 10  | Verenigde Staten Susan Dunklee Clare Egan Deedra Irwin Joanne Reid                          | 1:15:51,3 18:44,8 19:04,1 19:17,1 18:45,3 | 0+2 2+7 0+0 0+0 0+2 1+3 0+0 1+3 0+0 0+1  | +4:47,4     |
| 12     | 18  | China Tang Jialin Chu Yuanmeng Ding Yuhuan Meng Fanqi                                       | 1:16:11,5 18:05,2 18:37,9 19:44,2         | 0+0 1+5 0+0 0+1 0+0 1+3 0+0 0+0          | +5:07,6     |
| 13     | 6   | Wit-Rusland Iryna Leshchanka Dzinara Alimbekava Elena Kruchinkina Hanna Sola                | 1:16:34,4 17:51,9 18:59,9 20:47,7 18:54,9 | 0+5 5+11 0+0 0+2 0+0 1+3 0+3 3+3 0+2 1+3 | +5:30,5     |
| 14     | 15  | Polen Monika Hojnisz-Staręga Kamila Żuk Kinga Zbylut Anna Mąka                              | 1:17:12,1 18:06,0 20:04,3 19:33,1 19:28,7 | 1+5 0+5 0+2 0+1 1+3 0+1 0+0 0+3 0+0 0+0  | +6:08,2     |
| 15     | 12  | Estland Regina Oja Tuuli Tomingas Susan Külm Johanna Talihärm                               | LAP 18:18,9 19:36,8 18:42,6 LAP           | 3+7 2+6 0+1 0+3 0+2 2+3 0+1 0+0 3+3 0    | +9:00,1     |
| 16     | 13  | Finland Suvi Minkkinen Mari Eder Erika Jänkä Nastassia Kinnunen                             | LAP 19:15,2 17:39,3 21:11,6 LAP           | 0+3 2+3 0+0 0+0 0+1 2+3 0+2 0            | +9:00,2     |
| 17     | 17  | Japan Fuyuko Tachizaki Sari Maeda Asuka Hachisuka Yurie Tanaka                              | LAP 17:55,9 19:01,8 21:16,4 LAP           | 0+4 2+8 0+1 0+2 0+0 0+3 0+0 2+3 0+3 0    | +9:00,3     |
| 18     | 20  | Bulgarije Milena Todorova Maria Zdravkova Lora Hristova Daniela Kadeva                      | LAP 17:36,7 21:04,7 LAP 0                 | 0+2 1+5 0+1 0+1 0+0 1+3 0+1 0+1 0        | +9:00,4     |
| 19     | 19  | Slowakije Ivona Fialková Henrieta Horvátová Veronika Machyniaková Paulína Fialková          | LAP 17:43,0 20:10,2 LAP 0                 | 2+7 0+5 0+1 0+2 0+3 0+2 2+3 0+1 0        | +9:00,5     |
| 20     | 11  | Zwitserland Irene Cadurisch Lena Häcki Selina Chernousova-Gasparin Amy Baserga              | DNF 0                                     | 0+2 0+1 0                                | +9:00,6     |